# Альдобрандини, Маргарита
Маргари́та Альдобранди́ни (итал. Margherita Aldobrandini; 29 марта 1588, Каподимонте, герцогство Кастро — 9 августа 1646, Парма, герцогство Пармы и Пьяченцы) — аристократка из рода Альдобрандини, дочь Джованни Франческо Альдобрандини, князя Мельдолы. В замужестве — герцогиня Пармы и Пьяченцы. Во вдовстве с 1626 по 1628 год управляла герцогством на правах регента при несовершеннолетнем наследнике.

## Биография

### Семья и ранние годы

Герб дома Альдобрандини

Маргарита Альдобрандини родилась в замке Каподимонте, герцогство Кастро, 29 марта 1588 года и была дочерью Джованни Франческо и Олимпии Альдобрандини, племянников кардинала Ипполито Альдобрандини, будущего римского папы под именем Климента VIII. В 1593 году по приглашению дяди-понтифика родители Маргариты переехали в Рим. Климент VIII хотел укрепить положение дома Альдобрандини в Папском государстве и оказывал своим родственникам покровительство. Отец Маргариты пользовался особым доверием у понтифика, который даровал ему титулы графа Сарсины и Мельдолы, а её мать была его любимой племянницей. Климент VIII также покровительствовал детям супругов. Он возвёл их старшего сына Сильвестро в сан кардинала, а дочерям Маргарите и Елене стал подыскивать владетельных мужей.
В качестве женихов для Маргариты римский папа рассматривал кандидатуры принцев из домов великих герцогов Тосканы и герцогов Савойи, и даже самого французского короля Генриха IV. Однако предложение понтифика кандидатов не заинтересовало. С 1598 года Климент VIII начал переговоры о браке Маргариты с пармским герцогом Рануччо I. Этот брак должен был стабилизировать отношения между домами Альдобрандини и Фарнезе и привести к политическому союзу между Святым Престолом и двором в Парме. В ходе длительных и сложных переговоров стороны пришли к соглашению о размере приданого невесты, большая часть которого была выплачена из казны Папского государства. Соглашение о браке было подписано в Риме при активном участии испанских дипломатов и кардиналов Пьетро Альдобрандини и Одоардо Фарнезе.

### Герцогиня
7 мая 1600 года в Риме Климент VIII обвенчал пармского герцога Рануччо и Маргариту. По желанию римского папы свадьба прошла без особых торжеств, однако это событие в аллегорической форме нашло своё отражение в искусстве и литературе того времени. Союз тридцатилетнего жениха и одиннадцатилетней невесты современные им поэты славили в эпиталамах и мадригалах. Есть мнение, что свадьбе герцога и племянницы римского папы посвящен цикл фресок кисти Карраччи во дворце Фарнезе в Риме. 4 июня 1600 года вместе с мужем Маргарита выехала из Рима в Парму в сопровождении вооружённой охраны и кортежа из пармского дворянства. По пути молодожёны посетили урбинскую герцогиню Викторию, тётку мужа Маргариты. 1 июля они прибыли в Пармское герцогство. Лето молодая герцогиня провела в замке Торкьяра, ожидая завершения ремонта в герцогском дворце в Парме. В начале октября состоялся её торжественный въезд в столицу герцогства.
Герцогиня долгое время не могла забеременеть. Два ребёнка, рождённые ею за первые десять лет брака, прожили только несколько часов. О проблемах Маргариты в области гинекологии родственники герцогини знали до её брака; кроме того, она перенесла несколько операций. Вопрос о вероятном бесплодии тогда ещё невесты пармского герцога был известен и его младшему брату-кардиналу, который, тем не менее, не поставил жениха в известность. Исследователи полагают, что Одоардо рассчитывал таким образом передать престол герцогства своему бастарду, после смерти бездетного старшего брата. Но в 1605 году Рануччо легитимизировал своего бастрада Оттавио, которого, к огорчению Маргариты, взял во дворец и стал обучать и воспитывать, как своего наследника.
Суеверный герцог, веривший в действенность колдовства, убедил себя в том, что является жертвой чьего-то проклятия. Испробовав все медицинские способы, он обратился к астрологам и экзорцистам, стал поститься и щедро раздавать милостыню. Наконец, он приказал начать следствие по делу о колдовстве, которое установило, что на герцогиню навели порчу бывшие любовницы герцога, красавица-дворянка Клавдия Колла и её мать Елена, по прозвищу Римлянка. Женщин осудили и заточили в пармской тюрьме Роччетта.
В 1610 году Маргарита родила мальчика, который выжил. Но вскоре выяснилось, что ребёнок был глухим и, как следствие, немым. После многочисленных попыток исправить состояние мальчика в 1618 году было официально объявлено о его неспособности к управлению государством. Наследником герцога стал его второй выживший сын — Одоардо. К радости Маргариты бастард Оттавио был удалён от двора. Он стал участником заговора против отца, который был раскрыт, после чего его также заточили в тюрьме Роччетта. С 1610 по 1619 год Маргарита родила семерых детей, пятеро из которых выжили. По мнению некоторых исследователей, вместе с ней в доме Фарнезе появилась наследственная тучность его представителей.
Как и большинство браков в доме Фарнезе, заключавшиеся по политическим соображениям, этот союз был несчастливым. Интересы родственников герцогини и её мужа нередко пересекались, что приводило к конфликтам между домами. Вспыльчивый и жестокий Рануччо не изменил своим привычкам. Маргарите приходилось с терпением относиться к беспорядочным связям герцога с другими женщинами. По свидетельствам современников, герцогиня обладала кротким характером. Она была благочестивой женщиной, помогала бедным и больным, покровительствовала монахам, особенно, театинцам, которым в 1629 году помогла устроиться при церкви Святой Кристины в Парме. Маргарита любила искусство и поэзию, покровительствовала поэту Клаудио Акиллини, которому помогла занять кафедру в Пармском университете. Только однажды за годы брака герцогиня, вместе с мужем, выезжала за пределы Пармы. В 1620 году с официальным визитом они посетили Пьяченцу, где присутствовали на открытии конных памятников Рануччо и его отцу Алессандро. 5 марта 1622 года она овдовела.

### Регент
После смерти Рануччо регентом при несовершеннолетнем наследнике был младший брат покойного герцога — кардинал Одоардо. Самому герцогу Одоардо в то время было десять лет. После смерти кардинала в феврале 1626 года регентом при сыне стала вдовствующая герцогиня, правившая в этом статусе два года. Период её регентства пришёлся на Тридцатилетную войну. Маргарите удалось сохранить стабильность в герцогстве, соблюдая нейтралитет. В войне за мантуанское наследство она оказала поддержку Карлу I, герцогу Невера, который стал следующим герцогом Мантуи и Монферрато.
В 1628 году, как только герцог Одоардо достиг совершеннолетия, Маргарита сложила с себя полномочия регента. В октябре того же года герцог сочетался браком с тосканской принцессой Маргаритой Медичи. Ещё в 1620 году пармский герцог Рануччо I договорился о браке своего наследника с принцессой Марией Кристиной Медичи, старшей дочерью великого герцога тосканского Козимо II, однако из-за проблем со здоровьем у Марии Кристины в феврале 1627 года вместо неё невестой герцога стала средняя дочь великого герцога тосканского Козимо II — принцесса Маргарита.
О вдовствующей герцогине после периода её регентства известно только то, что она жила при дворе своего сына-герцога. Маргарита Альдобрандини умерла в Парме 9 августа 1646 года.

## Брак и потомство
7 мая 1600 года в Риме Маргарита Альдобрандини сочеталась браком с Рануччо I (28 марта 1569 — 05 марта 1622), 4-м герцогом Пармы и Пьяченцы из дома Фарнезе, герцогом Кастро и Рончильоне, сыном Алессандро Фарнезе, герцога Пармы и Пьяченцы, и принцессы Марии де Гимарайнш. В этом браке родились девять детей, четверо из которых умерли в младенческом возрасте и один вскоре после достижения совершеннолетия:
- Алессандро Франческо Мария (род. и ум. 8 августа 1602), принц Пармский и Пьяченцский;
- Мария (род. и ум. 5 сентября 1603), принцесса Пармская и Пьяченцская;
- Алессандро (5 сентября 1610 — 24 июля 1630), наследный принц Пармы и Пьяченцы, глухонемой;
- Одоардо (28 апреля 1612 — 11 сентября 1646), герцог Пармы и Пьяченцы под именем Одоардо I, герцог Кастро и Рончильоне, женился на принцессе Маргарите Тосканской (31 мая 1612 — 6 февраля 1679);
- Орацио (7 июля 1613 — 28 февраля 1614), принц Пармский и Пьяченцский;
- Мария Екатерина (18 февраля 1615 — 25 июля 1646), принцесса Пармская и Пьяченцская, сочеталась браком с Франческо I д’Эсте, герцогом Модены и Реджо (6 сентября 1610 — 14 октября 1658);
- Мария (род. и ум. 29 апреля 1618), принцесса Пармская и Пьяченцская;
- Виктория (29 апреля 1618 — 10 августа 1649), принцесса Пармская и Пьяченцская, супруга Франческо I д’Эсте, герцога Модены и Реджо (06 сентября 1610 — 14 октября 1658);
- Франческо Мария (15 августа 1619 — 12 июля 1647), кардинал.